# アリスタ (製パン)
アリスタ（独: Aryzta AG）は、スイス・チューリッヒに本拠を置き、世界各地に拠点を有する業務用パン・菓子製造メーカー。グループ企業を通じて、北アメリカ・ヨーロッパでは業務用ベーカリーで最大の市場シェアを有する。日本法人はアリスタ・フードソリューションズ・ジャパン株式会社であり、「ヒーシュタント」と「クーデパ」の両ブランドを展開している。スイス証券取引所上場企業（SIX: ARYN）。

## 沿革
2008年8月、アイルランドを本拠とするIAWS Group plcと、スイスを本拠とするヒーシュタント（Hiestand Holding AG）の合併により設立された。
IAWS Group plcの前身は1897年に設立されたIrish Co-Operative Agricultural Agency Societyであり、同年末にIrish Agricultural Wholesale Societyに改称、1988年にIAWS Group plcの名称でアイルランド証券取引所の上場企業となったのちは、1999年にフランスパン製造会社のCuisine de Franceを、2001年にアメリカ・ロサンゼルスを拠点とするLa Brea Bakeryを、2005年にフランスのクーデパ（Coup de Pates）をそれぞれ買収し、業務用パン製造業者として成長した。ヒーシュタントは1967年、 Alfred HiestandとAlbert Abderhaldenにより設立、当初は農産物の供給を専門としていたが、業務用ベーカリーに重点を移し、スイスやドイツ・オーストリアのほか、日本やマレーシア、トルコなどに拠点を設けていた。
合併後の2010年6月、アメリカ・カリフォルニア州に拠点を持つ業務用パン製造業者のFresh Start Bakeriesと、イリノイ州に拠点を持つ北米最大の冷凍ピザ製造業者Great Kitchens Inc.を相次いで買収、同年8月、カナダに拠点を持つMaidstone Bakeriesを買収、続いて2011年9月、イギリスのフラットブレッド製造業者のHoneytop Speciality Foodsを、2013年2月、ドイツのベーカリーであるKlemmeをそれぞれ買収、2014年3月、アメリカ・シカゴに拠点を持つベーカリーのCloverhill Bakeriesと、カナダに拠点を持つ焼き菓子メーカーのPineridge Bakeryを相次いで買収した。

## 日本におけるアリスタ
日本法人は、1997年4月に設立された「ヒーシュタントジャパン株式会社」として運営されてきたが、本国での企業合併に対応する形で2014年8月1日、「アリスタ・フードソリューションズ・ジャパン株式会社」に社名を変更した。東京・大阪に拠点を持ち、伝統的ブランドの「ヒーシュタント」とハイエンドブランドの「クーデパ」を通じて、クロワッサンやロールパンなどの多様なパンを、ホテル・レストランやケータリング現場を対象に提供している。